# Flageolett
A flageolett kicsi, keskenyedő furatú furulya, mely Angliában és Franciaországban a 16. és 19. század között népszerű volt. Többnyire a szórakoztatózenében, gyakran madárhangok utánzására használták. A furulyához hasonlít, de annál kisebb, magasabb hangú. A 18. században keskeny fúvókát építettek bele. Eredetileg egyszerű szólóhangszer volt, de zenei együttesekben, zenekarokban gyakran használták a legfelső szólam kiemelésére is.